# Domenick Lombardozzi
Domenico Lombardozzi, dit Domenick Lombardozzi, né le 25 mars 1976 dans le Bronx, à New York, est un acteur américain. 
Il est surtout connu pour ses  interprétations de Herc Hauk (en) dans The Wire, Ray Zancanelli dans Breakout Kings et Ira Hornstock dans Rosewood. Plus récemment, il a notamment joué Anthony Salerno (en) dans The Irishman et Chickie dans Tulsa King.

## Biographie
Domenick Lombardozzi né le 25 mars 1976 à New York dans le Bronx. Son père était italien, né dans la région de Lombardie.
Il est le dernier d'une fratrie de trois.

### Vie privée
Il est marié à Josefina Martinez. Ils ont un fils.

## Carrière
Il débute au cinéma en 1993 dans Il était une fois le Bronx de Robert De Niro.
En 1999, il tourne dans The Yards, Pour l'amour du jeu et Just One Time. Cette même année, il fait ses premiers pas à la télévision lors d'un épisode de New York, police judiciaire.
En 2002 il joue dans le thriller Phone Game de Joel Schumacher. Puis, il décroche le rôle du policier, Thomas « Herc » Hauk, dans la série policière Sur écoute, qui s'achève en 2008.
En 2006, il est à l'affiche de trois films : Jugez-moi coupable de Sidney Lumet, Miami Vice : Deux Flics à Miami de Michael Mann et La Couleur du crime de Joe Roth. Il joue également dans un épisode d'Entourage.
En 2009, il tourne de nouveau sous la direction de Michael Mann dans Public Enemies et apparaît dans un épisode New York, section criminelle.
En 2013, il joue dans deux films réalisés par des réalisateurs français Malavita de Luc Besson et Blood Ties de Guillaume Canet. Tandis qu'à la télévision, il est présent dans Blue Bloods et Chicago Fire, puis il obtient un rôle plus conséquent dans la saison 4 de Boardwalk Empire.
En 2015, il est à l'affiche du film de Steven Spielberg, Le Pont des espions. A la télévision, il tourne dans The Good Wife, Daredevil et Rosewood (jusqu'en 2017).
En 2019, il est présent aux côtés Liam Neeson et Laura Dern dans le thriller Sang froid et retrouve une nouvelle fois Robert De Niro dans The Irishman, réalisé par Martin Scorsese.
En 2022, il retrouve le créateur de Sur écoute, David Simon le temps d'un épisode de We Own This City. Il obtient également un rôle durant quelques épisodes de Tulsa King et joue au cinéma dans Armageddon Time de James Gray.
En 2023, il tourne dans le thriller Reptile, diffusé sur Netflix et tient un rôle récurrent dans la série Reacher.

## Filmographie

### Cinéma

#### Longs métrages
- 1993 : Il était une fois le Bronx (A Bronx Tale) de Robert De Niro : Nicky Zero
- 1997 : Embrasse-moi Gino (Kiss Me, Guido) de Tony Vitale : Joey Chips
- 1998 : Studio 54 de Mark Christopher : Key
- 1998 : Side Streets (en) de  Tony Gerber (en) : un policier
- 1999 : The Yards de James Gray : Todd
- 1999 : Just One Time de Lane Janger : Cyrill
- 1999 : Pour l'amour du jeu (For Love of the Game) de Sam Raimi : Un chauffeur routier
- 2001 : The Young Girl and the Monsoon de James Ryan : Frankie
- 2002 : Phone Game de Joel Schumacher : Wyatt
- 2002 : Love in the Time of Money de Peter Mattei : Eddie Iovine
- 2003 : S.W.A.T. unité d'élite (S.W.A.T.) de Clark Johnson : GQ
- 2005 : L'Impasse : De la rue au pouvoir (Carlito's Way: Rise to Power) de Michael Bregman : Artie Bottolota Jr.
- 2006 : Jugez-moi coupable (Find Me Guilty) de Sidney Lumet : Jerry McQueen
- 2006 : Miami Vice : Deux Flics à Miami (Miami Vice) de Michael Mann : Inspecteur Stanley « Stan » Switek
- 2006 : La Couleur du crime (Freedomland) de Joe Roth : Leo Sullivan
- 2008 : Sympathetic Details de Benjamin Busch : Vincent
- 2009 : Public Enemies de Michael Mann : Gilbert Catena
- 2010 : Comment savoir (How Do You Know) de James L. Brooks : Bullpen Pitcher
- 2010 : Célibataires et en cavale (Life's a Beach) de Tony Vitale : Schmitty
- 2013 : Blood Ties de Guillaume Canet : Mike
- 2013 : Malavita de Luc Besson : Mimmo
- 2014 : God's Pocket de John Slattery : Sal Cappi
- 2014 : The Gambler de Rupert Wyatt : Big Ernie
- 2015 : Le Pont des espions (Bridge of Spies) de Steven Spielberg : Agent Blasco
- 2015 : The Wannabe de Nick Sandow : Mickey
- 2019 : Sang froid (Cold Pursuit) d'Hans Petter Moland : Mustang
- 2019 : The Irishman de Martin Scorsese : Anthony « Fat Tony » Salerno
- 2020 : The King of Staten Island de Judd Apatow : Lockwood, un pompier
- 2020 : Frank and Ava de Michael Oblowitz : Jack Keller
- 2021 : Boogie d'Eddie Huang : Coach Hawkins
- 2022 : Armageddon Time de James Gray : Sergent d'Arienzo
- 2023 : Reptile de Grant Singer : Wally
- 2023 : Fresh Kills de Jennifer Esposito : Joe Larusso

### Télévision

#### Séries télévisées
- 1999 : New York, police judiciaire (Law & Order) : Jason Vitone
- 2000 : Oz : Ralph Galino
- 2001 : New York Police Blues (NYPD Blue) : Max Legazi
- 2001 : New York 911 (Third Watch) : Barry Newcastle
- 2002 - 2008 : Sur écoute (The Wire) : Thomas « Herc » Hauk
- 2004 : The Jury : Marcus Peluso
- 2005 : New York, cour de justice (Law & Order: Trial by Jury) : Officier Danny Petro
- 2006 - 2008 : Entourage : Dom
- 2009 : New York, section criminelle (Law & Order: Criminal Intent) : Frank Stroup
- 2010 : 24 heures chrono (24) : John Mazoni
- 2010 : Bored to Death : Eric
- 2011 - 2012 : Breakout Kings : Ray Zancanelli
- 2013 : Blue Bloods : Lieutenant Sutton
- 2013 : Chicago Fire : Lucci
- 2013 - 2014 : Boardwalk Empire : Ralph Capone
- 2014 : The Michael J. Fox Show : Ted
- 2014 : RIP : Fauchés et sans repos (Deadbeat) : Mikey O'Shmidt
- 2015 : The Good Wife : Bill Kroft
- 2015 : Daredevil : Bill Fisk
- 2015 - 2017 : Rosewood : Ira Hornstock
- 2015 / 2017 : Sneaky Pete : Abraham Persikof
- 2017 : Doubt : Affaires douteuses (Doubt) : Jerry
- 2018 : Magnum P.I. : Sebastian Nuzo
- 2018 - 2019 : Ray Donovan : Sean « Mac » McGrath
- 2018 - 2019 : Power : Benny Civello
- 2019 : The Deuce : Jack Maple
- 2019 : Mrs. Fletcher : George
- 2019 : Yellowstone : L'homme masqué
- 2022 : We Own This City : Stephen Brady, président du Fraternal Order of Police de Baltimore
- 2022 - 2023 : Tulsa King : Charles « Chickie » Invernizzi
- 2023 - 2024 : Reacher : Gaitano « Guy » Russo
- 2025 : High Potential : Gio Conforth

#### Téléfilms
- 2001 : 61* de Billy Crystal : Moose Skowron
- 2008 : SIS : Unité d'élite (SIS) de John Herzfeld : Vic